# 桃源乡 (平阳县)
桃源乡原為中国浙江省温州市平阳县下辖的一个乡。位于平阳县中部，总面积10.7平方公里，总人口1万多人，現已併入蕭江鎮。

## 行政区划
桃源乡下辖8个村：曾山村、桃岭村、桃源村、包岙村、岩山村、塔下村、兴源村、硐垵村。